# Marqués Jing de Jin
Marqués Jing de Jin (chino simplificado: 晋靖侯; chino tradicional: 晉靖侯; pinyin: Jìn Jìng Hóu), nombre ancestral es Ji (姬), nombre de pila es Yijiu (宜臼), fue el sexto gobernante del estado de Jin durante la dinastía Zhou Occidental. Tras la muerte de su padre, el marqués Li de Jin, ascendió al trono de Jin.
En el 842 a. C., decimoséptimo año del reinado del marqués Jing de Jin, el rey Li de Zhou fue expulsado de Haojing, entonces capital de Zhou, a causa de su tiranía. El anciano He, del linaje Gong, ejerció el poder real durante catorce años en un periodo conocido como la regencia Gonghe.El marqués Jing de Jin murió un año después, en el 841 a. C., y su hijo, Situ, ascendió al trono como siguiente gobernante de Jin: Marqués Xi de Jin.
Según los registros de apellidos, el apellido chino Yangshe (羊舌) es originario del estado de Jin. El hijo del marqués Jing de Jin, Boqiao (伯僑) tiene un nieto llamado Tu (突). En tiempos del marqués Xian de Jin, Tu recibió del marqués Xian de Jin una tierra llamada Yangshe, los actuales condados de Hongdong y Qin, en Shanxi. Por lo tanto, el nombre del clan de Tu pasó a ser Yangshe y de ahí surgió el apellido Yangshe.